# Gabriella Hall
Gabriella Hall (ur. 11 listopada 1966 w Los Angeles) – amerykańska aktorka i modelka. Występowała również pod pseudonimem Gabriella Skye. 

## Biografia
Urodziła się w Los Angeles w rodzinie rzymskokatolickiej. Całe swoje dzieciństwo spędziła w północnej Kalifornii. 
Jako aktorka debiutowała pod koniec lat 80. oraz wystąpiła w ok. sześćdziesięciu filmach, głównie w filmach erotycznych emitowanych w nocnym paśmie kanału Cinemax Erotic Confessions i Beverly Hills Bordello. 
W 1996 jako Gabriella Skye pozowała również dla magazynu „Playboy” i wzięła udział w produkcji Playboy: Girls of the Internet. W całej karierze aktorskiej zagrała w ok. sześćdziesięciu produkcjach filmowych i serialowych. 
Portal bashfulmoneky.com określił ją jako „jedną z klasycznych gwiazd miękkiej pornografii”. W 2016 w opublikowanym przez kanadyjski portal WatchMojo rankingu dziesięciu najlepszych aktorek gatunku softcore w historii kinematografii zajęła czwarte miejsce.

## Wybrana filmografia
- Jacqueline Hyde (2005) jako Jackie Hyde
- Deviant Obsession (2002) jako Evelyn Hathaway
- Mąż do wynajęcia (Illicit Lovers; 2000) jako Dee Dee
- Different Strokes (1998) jako Alicia
- Lolita 2000 (1997) jako Sherry
- Tajemnica Klika (Click; serial TV 1997) jako Linda / Areola
- Erotic Confessions (serial TV 1997) jako Laura
- Love Me Twice (1996) jako Andrea
- Masaż całego ciała (Full Body Massage; 1995) jako młoda Nina